# Shitennō (Tokugawa)
I quattro Re celesti dei Tokugawa (徳川四天王 Tokugawa-shitennō?) è uno pseudonimo giapponese che descrive quattro importanti ed abili generali samurai che combatterono per Tokugawa Ieyasu durante il periodo Sengoku. Erano famosi durante la loro vita per essere stati i vassalli più fedeli del clan Tokugawa nel primo periodo Edo.

## Etimologia
Lo pseudonimo deriva dall'iconografia buddista dei "Quattro Re Celesti". Questi erano i guardiani dei quattro orizzonti.

## Fudai daimyō
Ognuno dei quattro generali fu l'iniziatore di un ramo cadetto del clan:
- Honda Tadakatsu[3] - Clan Honda[4]
- Ii Naomasa[5] - Clan Ii[6]
- Sakakibara Yasumasa[1] - Clan Sakakibara[7]
- Sakai Tadatsugu[1] - Clan Sakai[8]

## Galleria d'immagini

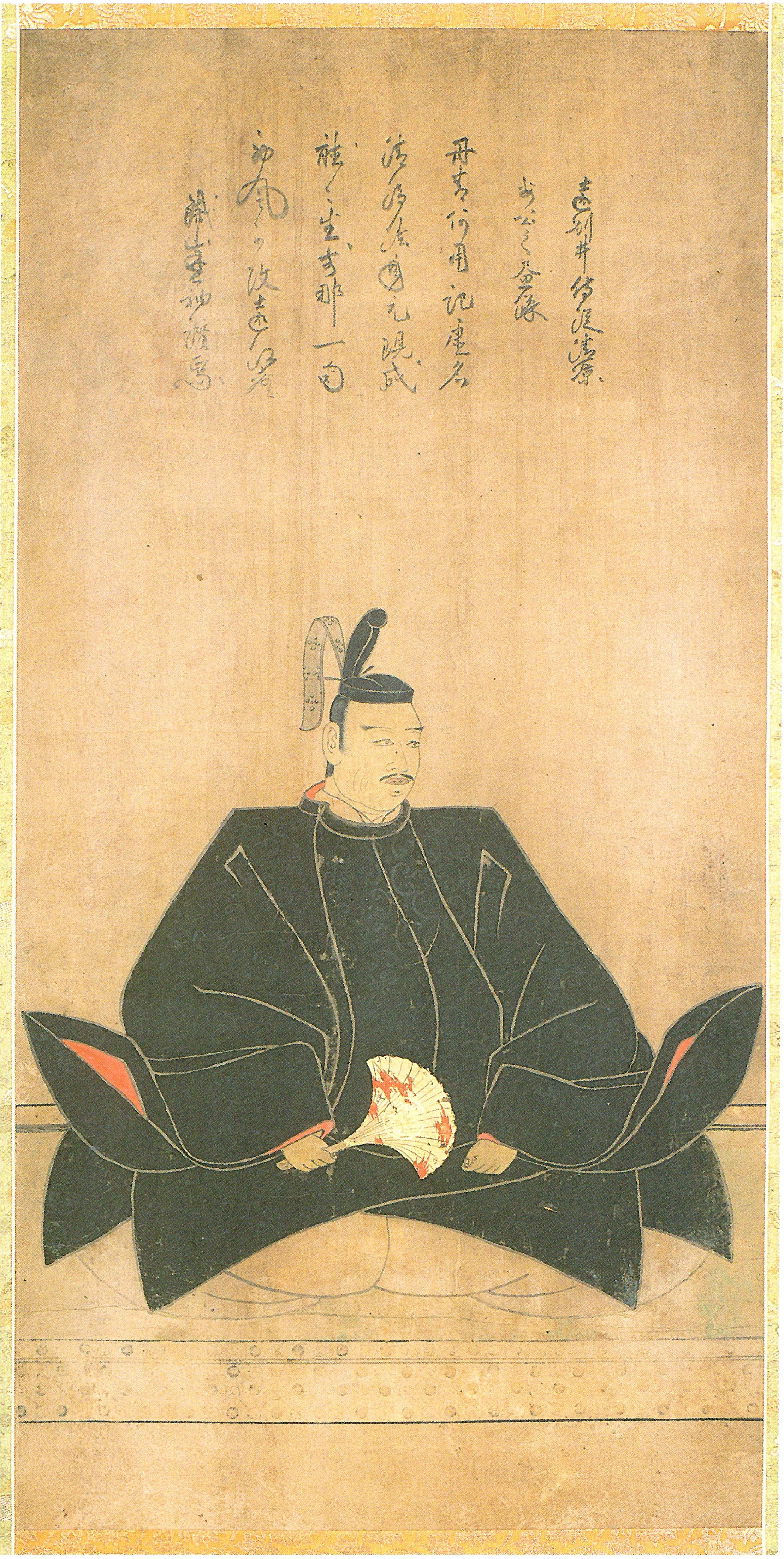
Ii Naomasa (1561–1602)
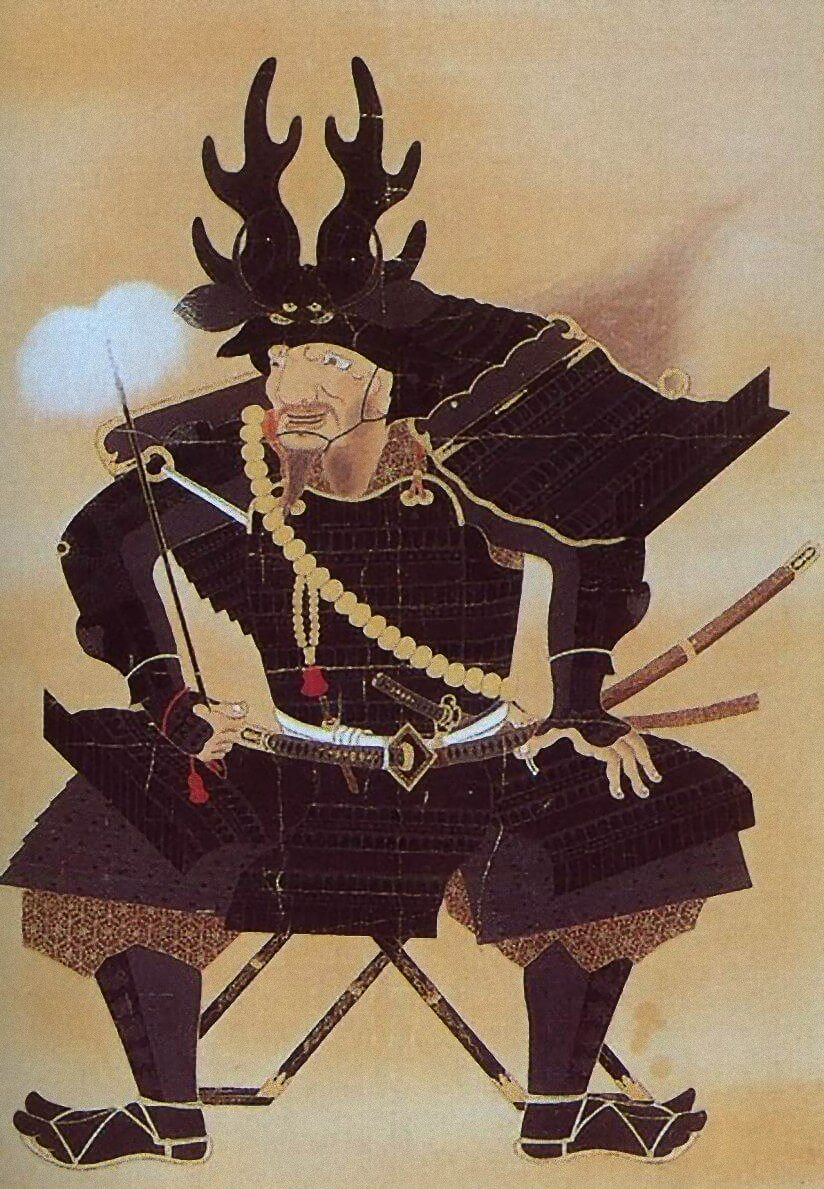
Honda Tadakatsu (1548–1610)
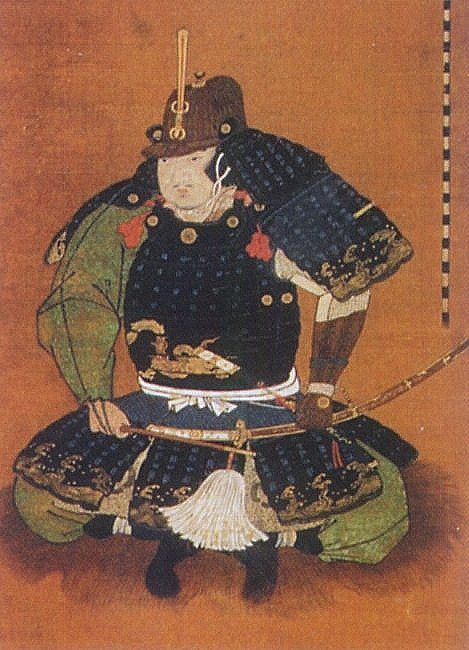
Sakakibara Yasumasa (1548–1606)
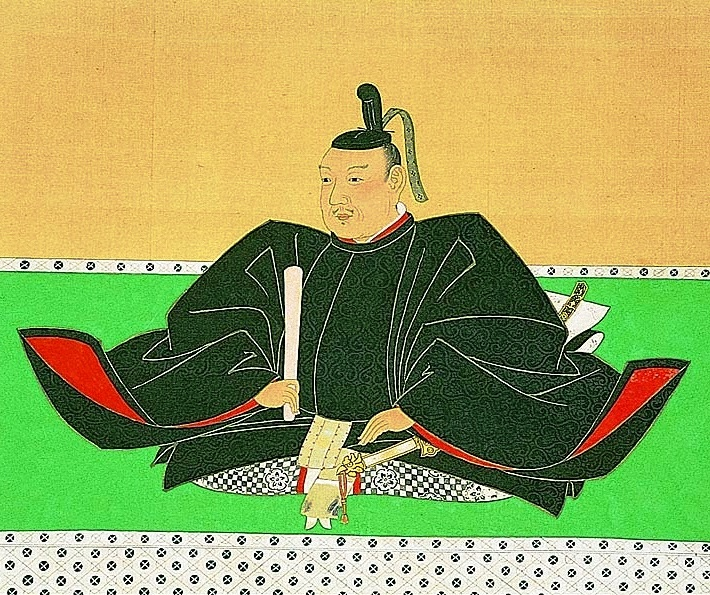
Sakai Tadatsugu (1527–1596)